# Amita Suman
Amita Suman (Bhedihari, 19 luglio 1997) è un'attrice nepalese naturalizzata britannica.

## Filmografia parziale

### Televisione
- Casualty - serie TV, 2 episodi (2018)
- Doctor Who - serie TV, un episodio (2018)
- The Outpost - serie TV, 14 episodi (2019-2021)
- Tenebre e ossa (Shadow and Bone) - serie TV, 16 episodi (2021-2023)